# Setosabatieria hilarula
Setosabatieria hilarula är en rundmaskart som beskrevs av De Man 1922. Setosabatieria hilarula ingår i släktet Setosabatieria, och familjen Comesomatidae. Arten är reproducerande i Sverige.